# Stellarium
Stellarium ist ein freies Astronomieprogramm unter GNU General Public License zur Simulation eines Planetariums. Die Software läuft unter Windows, macOS und GNU/Linux. Stellarium wird auch (vereinzelt) in professionellen Planetarien genutzt.
Ursprünglicher Autor des Programms ist Fabien Chéreau, mittlerweile wird die Entwicklung von Alexander V. Wolf und Anderen vorangetrieben.

## Funktionen
Stellarium erzeugt mittels OpenGL einen fotorealistischen Sternenhimmel mit über 600.000 Sternen in Echtzeit, wobei Ort und Zeit sowie der Raumwinkel frei gewählt werden können. Gezeigt werden Sterne und weitere astronomische Objekte, die mit dem bloßen Auge, einem Fernglas oder einem Teleskop sichtbar sind. Der Sternenkatalog kann bis zur 18. Größenklasse und somit auf über 210 Millionen Sterne ergänzt werden.
Einige besondere Merkmale sind ein fast fotorealistischer Sonnenaufgang und -untergang, Mond- sowie Sonnenfinsternisse, Meteore und Grafiken von Planeten und ihren Konjunktionen, von Nebeln oder Galaxien. Auch zeigt Stellarium die Veränderung der Form der Sternbilder über Jahrtausende hinweg an. Ferner lassen sich Animationen erzeugen und Skripte dafür definieren (Beispielskripte sind enthalten). Der Hintergrund kann geändert werden, zur Verfügung stehen verschiedene Szenarien auf der Erde und auf anderen Planeten.
Das Programm hat einige Suchfunktionen. Um gezielt beobachten zu können, lassen sich zum Beispiel auch Sterne entfernen, Deep-Sky-Objekte (Galaxien, Sternhaufen, Nebel) anzeigen oder Atmosphäre und Boden ausblenden.
Unter anderem lassen sich die jährlichen Planetenschleifen generieren. Als Beispiel für die Simulation einer Planetenkonstellation zeigt das untenstehende Bild eine der sehr seltenen Planetenparaden mit allen sieben freiäugig sichtbaren Wandelgestirnen Mitte Juni 2022 zu Beginn der bürgerlichen Dämmerung:

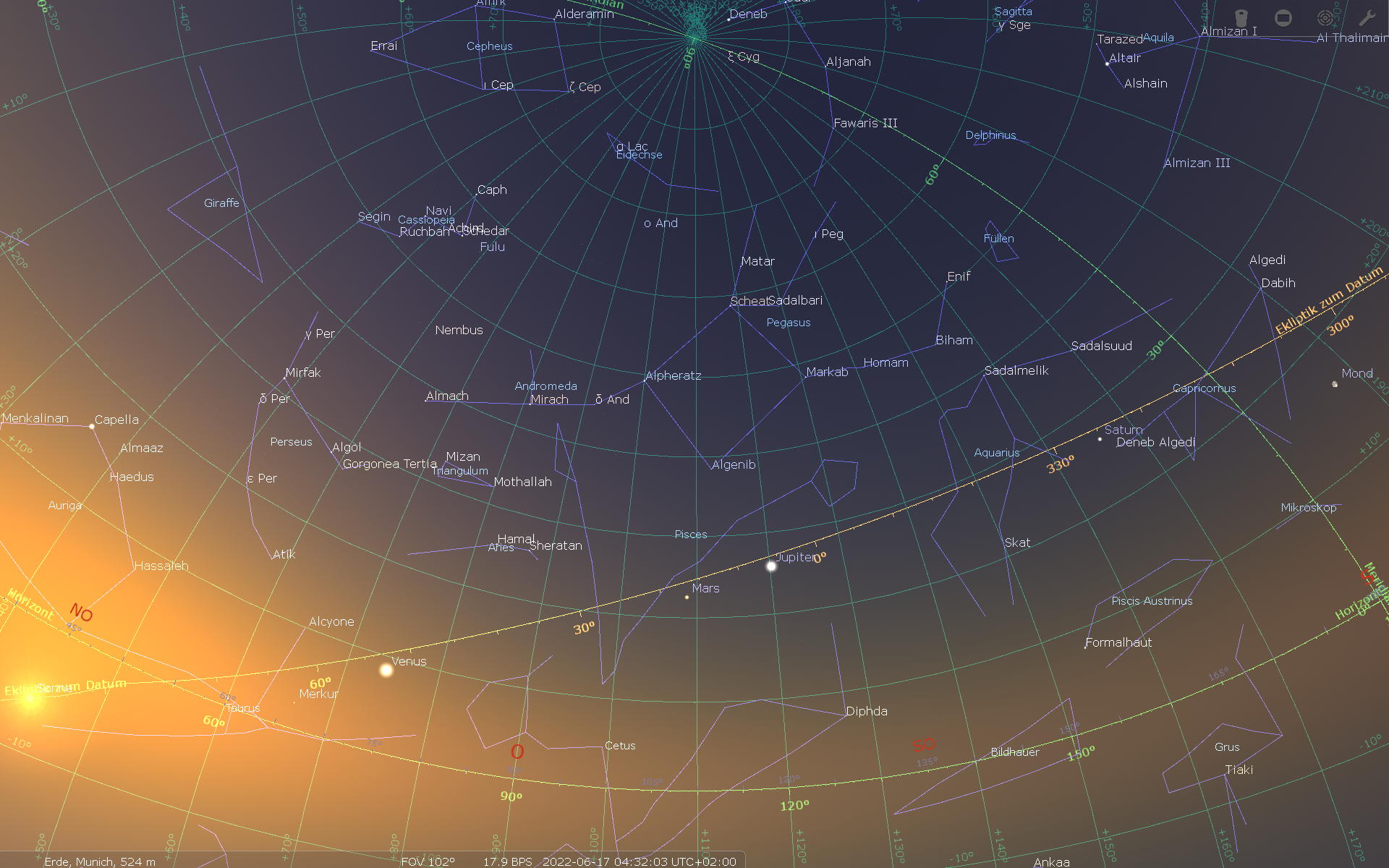
Mit der Software Stellarium erstellte Darstellung des morgendlichen Sternenhimmels für den 17. Juni 2022 in München mit den sieben Wandelgestirnen, Sonne, Merkur, Venus, Mars, Jupiter, Saturn und Mond (von links nach rechts entlang der Ekliptiklinie (orangefarben)), den Sternbildlinien (blau), den Sternbildbezeichnungen, den Bezeichnungen der hellsten Sterne, den Koordinatengitterlinien des Horizontsystems (grün) und mit der Simulation des durch die Sonnenstrahlung verursachten atmosphärischen Streulichts. Der Zenit befindet sich oben in der Bildmitte.